# Bölasjön
Bölasjön är en sjö i Vetlanda kommun i Småland och ingår i Emåns huvudavrinningsområde. Sjön är 3 meter djup, har en yta på 0,0569 kvadratkilometer och är belägen 146,3 meter över havet.

## Delavrinningsområde
Bölasjön ingår i det delavrinningsområde (637179-146290) som SMHI kallar för Mynnar i Emån. Avrinningsområdets medelhöjd är 214 meter över havet och ytan är 36,09 kvadratkilometer. Det finns inga delavrinningsområden uppströms utan avrinningsområdet är högsta punkten. Hökasjöbäcken som avvattnar avrinningsområdet har biflödesordning 2, vilket innebär att vattnet flödar genom totalt 2 vattendrag innan det når havet efter 153 kilometer. Delavrinningsområdet består mestadels av skog (71 procent) och jordbruk (16 procent). Avrinningsområdet har 0,4 kvadratkilometer vattenytor vilket ger det en sjöprocent på 1,1 procent. Bebyggelsen i området täcker en yta av 0,37 kvadratkilometer eller 1 procent av avrinningsområdet.